# أولاد علي بن احمد (مستغمر)
أولاد علي بن احمد هي إحدى مشيخات المملكة المغربية، تتبع جغرافيا لإقليم تاوريرت وإداريًا لمستغمر. يقدر عدد سكانها بـ 1702 نسمة حسب الإحصاء الرسمي للسكان والسكنى لسنة 2004.